# پالاگونیا
پالاگونیا (به ایتالیایی: Palagonia) یک کومونه در ایتالیا است که در استان کاتانیا واقع شده‌است.

## خصوصیات
پالاگونیا ۵۷٫۷ کیلومترمربع مساحت و ۱۶٬۴۰۲ نفر جمعیت دارد و ۲۰۰ متر بالاتر از سطح دریا واقع شده‌است.